# 吕本山麓诺伊施塔特
吕本山麓诺伊施塔特（德語：Neustadt am Rübenberge，官方拼写为，發音：[ˈnɔʏʃtat ʔam ˈʁyːbn̩bɛʁɡə] ⓘ）是德国下萨克森州汉诺威地区的城市，面积358.96平方千米，2023年12月31日人口为45,325人，是德国面积第十大的市镇。

## 友好城市
- 法國 马塞堡（1980年）